# 大别山
大别山为中國鄂、豫、皖三省交界处的一座山脉。介于北纬30°10′～32°30′，东经112°40′～117°10′。西接桐柏山，東延为天柱山、张八岭，西段作西北—東南走向，東段作東北—西南走向。一般海拔500～800米，山地主要部分海拔1500公尺左右。为淮河和长江的分水岭。主峰白马尖海拔1777公尺（因白马尖位于大别山東延的霍山，故有时也将海拔1739公尺的天堂寨视为大别山主峰。）。2018年，位于大别山南麓的黄冈大别山地质公园入选世界地质公园。

## 地理

### 地质
山地地質構造基礎是古生代天山中期的秦嶺大別山褶皺帶。主要由前震旦紀地層和侵入岩構成，以花崗岩、片麻岩等為主。麻城以東部分受燕山運動影響更為顯著。山地經褶皺後，曾一度准平原化。現今山地輪廓為此後的斷層運動所形成。斷層運動至今仍在進行，1923年霍山大地震即為明顯一例。 

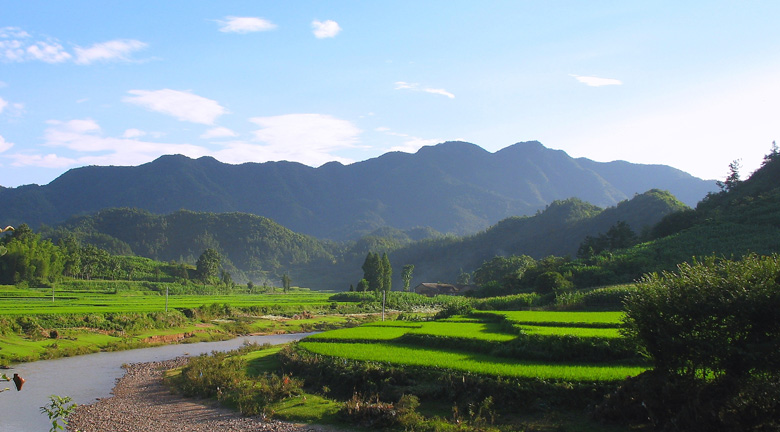
霍山县单龙寺乡

### 水文
大別山中山面積約占全部山區15％，其餘多為低山丘陵。山間谷地寬廣開闊，並有河漫灘和階地平原，是主要農耕地區。山地多深谷陡坡，地形複雜，坡向多變，坡度多在25°～50°。大別山地勢較高，南北兩側水系較為發育，分別注入長江和淮河。

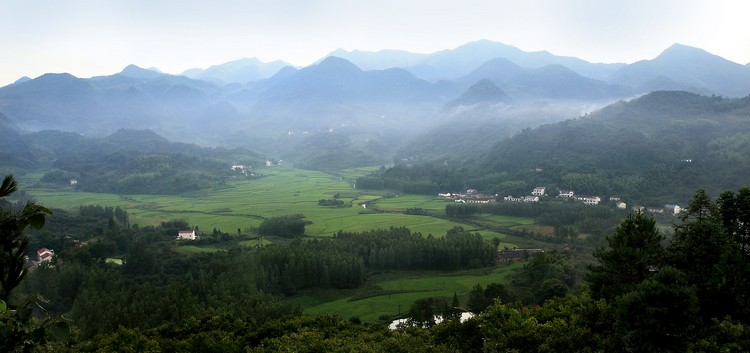
霍山县东西溪乡

### 气候
大別山屬北亞熱帶濕潤季風氣候區，具有典型的山地氣候特徵，氣候溫和，雨量充沛。溫光同季，雨熱同季，具有優越的山地氣候和森林小氣候特徵，具備森林的氣候優勢。年平均氣溫12.5℃，最高氣溫18.7℃，最低氣溫8.8℃，極端最高氣溫37.1℃，極端最低氣溫-16.7℃，1月份最冷平均溫度0.2℃，7月份最熱平均氣溫23℃，夏季平均溫度22℃，冬季平均氣溫10℃，≥10℃積溫4500-5500℃，氣溫年較差21.8℃。平均降水量1832.8毫米，年降水日數161天，空氣相對溫度平均79%，年日照時數平均1400-1600小時，年霧日102天，太陽平均輻射量110千卡/cm2,無霜期179-190天，年平均氣溫比附近的市、鎮分別低5.2℃，降水比附近的地區多360毫米。

## 植物
- 海拔900米以下属北亚热带季风型，温暖潮湿，降水丰富。植物生长茂密，种类复杂，有南方植物种类，如马尾松、杉木、油桐、乌桕、油茶、茶、毛竹等；也有北方植物，如油松、槲栎、毛白杨等。代表性植被为含有常绿阔叶树种的针叶、落叶阔叶混交林，以马尾松林、马尾松─栎类混交林、栎类林分布最广。马尾松分布在500～800米，杉木分布在600～700米以下背风山坡、山谷中，马尾松─栓皮栎混交林多在300～800米的阳坡、半阳坡。
- 海拔900米以上至山顶，气候较凉湿，多云雾，蒸发弱，相对湿度大。随高度增加，亚热带植物种类逐渐减少。代表性植被是针叶阔叶、落叶混交林，以落叶阔叶树种为主，次为针叶树种。

## 旅游
春天鮮花盛開，草木蔓發，松綠竹黃，百鳥相鳴；仲夏林木蓊翳，綠蔭沉凝，涼風拂肌，幾忘酷暑。秋至松竹沉黛，楓葉如火，碩果綴枝，百草含香。冬臨風蕩林海，雪壓勁松，山色凝重，似露崢嶸；山頂積雪經久難消，與繁花綠葉相融，故有“天堂積雪”的美景。 

### 森林公园

#### 国家级
- 天堂寨国家森林公园（安徽省金寨县）
- 大别山国家森林公园（湖北省罗田县）
- 吴家山国家森林公园（湖北省英山县）
- 天柱山国家森林公园（安徽省潜山市）
- 妙道山国家森林公园（安徽省岳西县）
- 万佛山国家森林公园（安徽省舒城县）
- 黄柏山国家森林公园（河南省商城县）
- 大苏山国家森林公园（河南省光山县）

#### 省级
- 南岳山森林公园（安徽省霍山县）
- 龙眠山森林公园（安徽省桐城市）
- 仙女寨森林公园（安徽省舒城县）
- 黄尾森林公园（安徽省岳西县）

### 地质公园
- 天柱山世界地质公园（安徽省潜山县）
- 黄冈大别山世界地质公园（湖北省黄冈市）
- 金刚台国家地质公园（河南省商城县）

### 自然保护区

#### 国家级
- 古井园国家级自然保护区（安徽省岳西县）
- 天马国家级自然保护区（安徽省金寨县）
- 鹞落坪国家级自然保护区（安徽省岳西县）
- 大别山国家级自然保护区（湖北省罗田县）
- 河南大别山国家级自然保护区（河南省商城县）
- 连康山国家级自然保护区（河南省信阳市）
- 鸡公山国家级自然保护区（河南省信阳市）
- 董寨国家级自然保护区（河南省罗山县）

#### 省级
- 板仓省级自然保护区（安徽省潜山县）
- 万佛山省级自然保护区（安徽省舒城县）
- 鲇鱼山省级自然保护区（河南省商城县）
- 四望山省级自然保护区（河南省信阳市）
- 金刚台省级自然保护区（河南省商城县）
- 天目山省级自然保护区（河南省信阳市）
- 淮南湿地省级自然保护区（河南省淮滨县）
- 黄缘闭壳龟省级自然保护区（河南省信阳市）

## 延伸阅读
[在维基数据编辑]
 《欽定古今圖書集成·方輿彙編·山川典·大別山部》，出自陈梦雷《古今圖書集成》